# Березневич Олександр Миколайович
Олекса́ндр Микола́йович Березне́вич (20.11.1993—18.04.2022) — молодший сержант Збройних сил України, учасник російсько-української війни, який загинув під час російського вторгнення в Україну.

## Життєпис
Народився 20 листопада 1993 року в Смілянському районі Черкаської області. Мешкав у с. Білозір'я Черкаського району.
Під час російського вторгнення в Україну в 2022 році був молодшим сержантом, стрільцем-снайпером механізованого відділення окремої мотопіхотної бригади. Загинув 18 квітня 2022 року під час артилерійського обстрілу поблизу селища Новотошківського Луганської області.
Похований в с. Білозір'я на Черкащині.

## Нагороди
- Орден «За мужність» III ступеня (2022, посмертно) — за особисту мужність і самовіддані дії, виявлені у захисті державного суверенітету та територіальної цілісності України, вірність військовій присязі[3].